# Philipp Jakob Heisler

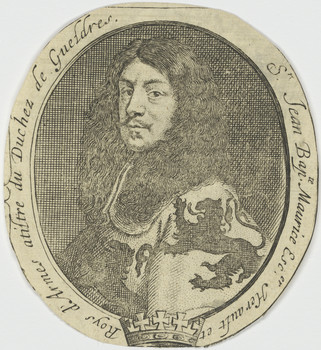
Philipp Jakob Heisler (1781)

Philipp Jakob Heisler (* 30. November 1718 in Lautenberg; † 24. November 1781 in Halle (Saale)) war ein deutscher Rechtswissenschaftler.

## Leben
Geboren als Sohn des Gastwirtes und Bäckers Johann Heisler und dessen Frau Regine (geb. Feiner), wurde er am 3. Dezember katholisch getauft. Er wurde später nach Konstanz geschickt, wo sein Onkel Dekan geworden war und ihn unterrichtete. Danach kam er auf die Jesuitenschule in Mindelheim und besuchte die hohe Schule in Augsburg. Da sich Heisler zum Geistlichen berufen fühlte, bewarb er sich im Amt Grünebach (vermutlich Grönenbach oder Grünenbach) erfolgreich um eine fürsorgliche Aufgabe. Inzwischen setzte er seine Studien fort und sollte nach einer Ausbildung in Philosophie, Moral, Polemik und geistlichem Recht als Mönch in ein Kloster aufgenommen werden.
Philipp Jakob Heisler trat als Novize in ein Benediktinerkloster ein, welches er jedoch aufgrund der strengen Ordensregeln nach neun Wochen verließ. Er kehrte nach Augsburg zurück, wurde Privatlehrer der Philosophie und konvertierte zum evangelisch-lutherischen Glauben. Da er in Augsburg mit seiner Konfession Schwierigkeiten bekam, flüchtete er von dort und gelangte am 14. Oktober 1741 an die Universität Halle, wo er sich als Student der Theologie immatrikulierte und im Waisenhaus der Franckeschen Stiftungen Unterkunft fand. Dort war er ein Jahr lang als Lehrer tätig und erteilte als Privatlehrer Lateinunterricht in der Stadt. Heisler machte die Bekanntschaft von Christian Wolff und besuchte dessen Vorlesungen. Da er keine Perspektive mehr in der Theologie sah, wechselte er zu den Rechtswissenschaften. Besonders Daniel Nettelbladt (1719–1791) hatte ihn gefördert, so dass er bald selbst Vorlesungen halten konnte.
Am 14. Oktober 1750 wurde er mit der Gradualschrift De pupillariter substituto haeredes legitimos, praecipue matrem pupilli excludente zum Doktor der Rechte promoviert und war ab 1752 außerordentlicher Professor sowie Beisitzer der juristischen Fakultät. Am 22. Januar 1754 wurde er ordentlicher Professor der Rechte und vierter ordentlicher Beisitzer der juristischen Fakultät, stieg 1763 in die dritte Professur auf und er war 1776 zweiter Professor der Rechte. Heislers Stärke bestand im bürgerlichen, peinlichen und geistlichen Rechts. Kritiker seiner Zeit betrachteten ihn jedoch nicht als tiefdenkenden Juristen. Heisler hatte auch organisatorische Aufgaben an der Hallenser Hochschule übernommen und war 1762/63, 1772/73, 1780/81 Prorektor der Alma Mater.

## Werke
Seine Dissertationen erschienen 1776 in Halle in einem gesonderten Sammelband unter dem Titel Exercitationuin acadeinicarum ad divcrfas materias inris perlinentium Fasciculus de annis. 1750–1775. Seine literarische Ausführungen sind:
1. Diss. inaug. de pupillariter substituto heredes legítimos, praecipue matrem pupilli excludente.  Halle 1750
2. Diss. de jure retentionis. Halle 1751
3. Diss. de rei nunquam possessae per actionem Publicianam vindicatione. Halle 1751
4. Diss.de iustis poenam mitigandi caussis in criminibus. Halle 1752
5. Diss. de liberis; positis in conditione, comprehensis etiam, in dispositione. Halle 1554
6. Diss. de nuda proprietate pleno dominio, ut et proprietatis domino servitutem imponente; occ. L. 4 et 15 in fin. D. de usufr. Halle 1756
7. Diss.  de iure accrescendi in legatis semper iure non decrescendi. Halle 1759
8. Diss. de expensis criminalibus in Processu Inquisitionis. Halle 1769
9. Diss. de Commendatore Teutonico, patrono ecclesiae, quae Commendaturae incorporata, non vulgari. Sectio prior. Halle 1770, Hierbei hat er nur den Vorsitz geführt.
10. Epistola gratulatoria de Decimis Hebraeorum. Halle 1770
11. Diss. de fratrum germanorum liberis, sive cum fratris defuncti unilaterali, sive cum fratris  unilateralis filiis, sive cum thiis defuncti concurrant, secundum Novellam CXVIII. cap. 3. in repraesentationis in stirpes succedentibus. Halle 1775
12. Erörterung der Rechtsfrage: Ob in denen Dienstbarkeiten der Herr des dienstbaren Guthes zu repariren schuldig sey? In: Wöchentliche Hallische Anzeigen. 1754, Nr. 37, 38
13. Rechtliche Prüfung des gemeinen Satzes in der Rechtsgelahrheit, dass die verneinende Dienstbarkeiten durch blose Verträge ohne Uebergabe erlanget werden. In: Wöchentliche Hallische Anzeigen. 1756, Nr. 22. 23,
14. Rechtliche Erörterung der Frage: ob jemand, der mit einer Person sich öffentlich verlobet, nachhero aber deren leibliche Schwester beschlafen, die Erlaubniss, diese oder jene heyrathen zu dürfen, von hoher Obrigkeit wohl erhalten könne? In: Wöchentliche Hallische Anzeigen. 1757. N. 41, 42
15. Der 172ste u. 174ste Artikel der peinlichen Halsgerichts • Ordnung Kayser Carl's des fünften, aus denen Glaubenssätzen u. der Liturgie der Römischcn Kirche erläutert. In: Wöchentliche Hallische Anzeigen. 1785, Nr. 36–40
16. Von der Wirkung der stillschweigenden Codicillar-Clausul, besonders in demjenigen Fall, wenn der Testirer solche Personen, welchen derselbe einen Pflichttheil schuldig ist, mit Stillschweigen übergangen. In: Wöchentliche Hallische Anzeigen. 1759,  Nr. 41–44
17. Unvorgreifliche Gedanken über einige in dem Geschäfte der Gleichmachung der durch feindliche Invasion erlittenen Schaden vest zu setzende Grundsätze. In: Wöchentliche Hallische Anzeigen. 1761, Nr. 45–47
18. Von dem Beweis einer rechten Nothwehr. In: Wöchentliche Hallische Anzeigen. 1764, Nr. 43–46
19. Nochmahlige Erörterung der Rechtsfrage: wer in denen Servituten zu repariren schuldig sey. In: Wöchentliche Hallische Anzeigen. 1765, Nr. 1–14
20. Von Verjährung der Blutschande und übrigen fleischlichen Vermischungen in verbothenen Graden. In: Wöchentliche Hallische Anzeigen. 1767, Nr. 18–21
21. Ob die Zulassung eines Juden-Eydes wider einen Christen bedenklich sey ? In: Wöchentliche Hallische Anzeigen. 1770, Nr. 17, 19, 20, 21
22. Ob die Ehe eines Sohnes mit der Mutter seiner Stiefmutter den Rechten nach zugelassen sey? In: Wöchentliche Hallische Anzeigen. 1772, Nr. 24–26
23. Eheliche Verbindung mit des Stiefsohnes nachgelassener Wittwe, wie auch mit der verstorbenen Stieftochter Mann. In: Wöchentliche Hallische Anzeigen. 1774, Nr. 13–16
24. Von der Zulässigkeit einer Ehe mit des Bruders Tochter. In: Wöchentliche Hallische Anzeigen. 1775, Nr. 30–39
25. Erörterung der Frage: ob eine Person, so unter väterlicher Gewalt Geld erborget, nach der Erledigung von solcher Gewalt aber etwas davon bezahlet, auch den Rückwand zu bezahlen schuldig sey? In: Wöchentliche Hallische Anzeigen. 1777, Nr. 10–13
26. Sind Eltern ihre Kinder, welche sich wider ihren Willen verheyrathen, zu enterben befugt? In: Wöchentliche Hallische Anzeigen. 1779. Nr. 5–8